# 마케돈스카카메니차시

마케돈스카카메니차 시의 위치

마케돈스카카메니차시(마케도니아어: Општина Македонска Каменица)는 마케도니아 공화국 동부에 위치한 지방 자치체로 행정 중심지는 마케돈스카카메니차이며 면적은 190.37km2, 인구는 8,110명(2002년 기준)이다. 북쪽으로는 크리바팔란카 시, 동쪽으로는 델체보 시와 불가리아, 서쪽으로는 코차니 시, 서쪽으로는 비니차 시와 접한다.